# HabCat
Der Catalog of Nearby Habitable Systems (HabCat) ist ein Verzeichnis von Sternsystemen, die theoretisch Planeten in der jeweiligen Lebenszone enthalten könnten. Diese Liste wurden durch die Wissenschaftlerinnen Jill Tarter und Margaret Turnbull unter der Schirmherrschaft des Projekt Phoenix (einem Teil von SETI) erstellt.
Das Verzeichnis basiert auf den Hipparcos-Katalog, der insgesamt 118.218 Sterne enthält. Durch Aussortieren hinsichtlich eines breiten Bereichs von Sternmerkmalen enthält diese Liste momentan 17.129 „HabStars“.